# それゆけ! ぶるにゃんマン
『それゆけ！ぶるにゃんマン』とは、2008年12月19日にDigital Cuteより発売されたアダルトゲーム『むすめーかー』内に収録されたミニゲームおよび、それを基にしたゲームのシリーズである。
本項では続篇や移植版についても解説する。

## 解説
本作は、アダルトゲーム『むすめーかー』において、ある条件を満たすと解放されるミニゲームであり、横スクロールゆるキャラシューティングゲームというジャンルが銘打たれている。萌え擬人化された猫を自機とし、やはり萌えキャラとなった鼠たちと戦う。
基本的な操作体系はキャラの移動・ショット・ボムである。敵弾が自機をかすることで「アドレナリンMAX」となり、ショットがパワーアップするとともにボーナススコアが入る。さらに難易度設定をEASYまたはNORMALにすると、敵弾がかすった際に一瞬ゲームスピードが落ちる「止まって見えるぜ！」が発動するため、初心者でも遊べるようになっている。
ステージ最後のボス戦は大きな見どころであり、画面の半分ほどを覆う巨大な姿をした鼠が襲ってくる。意表を突く攻撃を仕掛けてくるため、初見ではまず避けられない。
ボスキャラクターは体力が一定値を下回ると攻撃方法が変化するという特徴を持っている。
アドベンチャーゲームとしての要素も含まれており、ステージ開始前やボス登場前には会話デモが存在するほか、すべての自機を使ってゲームをクリアすることで、イベントCGを完成させるようにもなっている。
2012年1月27日には『それゆけ！ぶるにゃんマンHARDCORE!!!』が発売されて以来、いくつか移植版や続編が発売されている。ボムを使うごとに自機のカットインが変化するのが特徴である。

### シリーズ一覧
『それゆけ！ぶるにゃんマン』
シリーズ第1作。自機はぶるにゃんマンのみである。
『それゆけ！ぶるにゃんマンHARDCORE!!!』
2012年1月27日ダウンロード限定で発売。新たな自機としてダークぶるにゃんマンが登場した。
『それゆけ！ぶるにゃんマンPortable』
『HARDCORE!!!』のPlayStation Portableへ移植版だが、ダークぶるにゃんマンの代わりにめいにゃんマンが登場するなど、コンシューマ機に向けたアレンジがなされている。2012年8月2日にアルケミストより発売され、2013年6月6日にはBEST版が発売された。
ボス撃CGはコンシューマー版である本作でも継承されている。
『それゆけ！ぶるにゃんマンえくすたしー!!!』
2014年6月27日発売。ステージや敵キャラクターが追加されたほか、敵の出現パターンが変更された「えくすたしーモード」が搭載された。

## 登場キャラクター

### 自機/オプション
ぶるにゃんマン/大福
声：金田まひる
本シリーズの主人公で、なるみちゃんという女の子の家に飼われている白猫。ブルマを着るとぶるにゃんマンに変身する。また様々な衣装に着替えるとその恥ずかしさでボムが出る。
大好物のツナ缶をねずみたちが盗んだと思い込み、ねずみちゅーちゅー団に突撃した。
『HARDCORE!!!』以降における自機のタイプとしてはバランスタイプに該当する。
くろねこ
声：百瀬ぽこ
ぶるにゃんマンのオプション。ぶるにゃんマンの舎弟軍団である野良猫兄弟。彼女からおこぼれをもらっているため逆らえずにいる。
すくにゃんマン
声：茶谷やすら
ぶるにゃんマンの妹分。もともとは名無しの捨て猫で、飢え死にしかけたところをぶるにゃんマンに助けられた。おとなしい反面、暴走すると手が付けられない。
ぶるにゃんマンのツナ缶奪還のため、ねずみちゅーちゅー団に突撃した。
なお、レーザー時のオプションの性質が『HARDCORE!!!』と『Portable』で異なっている。
しろねこ
声：星野いちご
すくにゃんマンの妹分である野良猫姉妹で、くろねこ同様ぶるにゃんマンからおこぼれをもらっている。
ダークぶるにゃんマン/ふがし
声：一条和矢
老いたサラリーマン猫。趣味の下着泥棒をしていたら、偶然ブルマを拾いダークぶるにゃんマンとなり、これまでのうっぷん晴らしと言わんばかりにねずみの国へ殴りこんだ。
本シリーズにおけるエロ要員であり、撃破後にボスキャラクターをお仕置きするグラフィックが存在するため、Portableでは登場しない。
とらねこ/ぼんで
ダークぶるにゃんマンにだまされて彼の奴隷にさせられた虎猫。首輪をつけると、足首に鎖のついた少女の姿になる。
めいにゃんマン/オレンジ・ペコー
声：まきいづみ
Portableより追加された猫で、公式サイトでは初心者向けの機体として扱われている。箱入り娘として育てられたため世間知らず。住んでいるお屋敷のご主人様がネズミに苦しめられていることを知り、あこがれのメイド服を着て箒にまたがり、めいにゃんマンとしてネズミたちに立ち向かっていった。
みけねこ
声：平山紗弥
めいにゃんマンの向かいのお屋敷の猫で、めいにゃんマンの親友。同じく世間知らずで外のことをもっと知って自分の成長に役立てたいと考え、めいにゃんマンに同行した。
オプションとしての機能は、前方ショットのほかに、敵弾消去がある。また、めいにゃんマンの周りをまわって敵弾を防ぐこともある。

### ボスキャラクター
プロセス
声：ありす
1面ボス。ねずみの神ヌーシャテルの巫女。衣服はビキニ水着のようなものと首輪・腕輪・サンダルだけと非常に露出度が高く、腕と胴体に文様が入っている。
猫アレルギーゆえ猫を憎んでおり、ティッシュボックスを持ち歩いている。
コルビー
声：桜川未央
2面ボス。応援することが大好きな、チアリーダーのねずみ。
クータンセ
声：三十三七
3面ボス。ブレザーを羽織ったネズミの少女。猫に追い回されてい以来猫を呪っており、藁人形を手にしていることが多い。
フロマージュブラン
声：大波こなみ
4面ボス。妖艶な女ネズミ。サディストでもありマゾヒストでもある。
カルヴァウォッシュ
声：たみやすともえ
5面ボス。ねずみ界で有名なアイドル。仕事だけでなくファンへの配慮もできることから、完璧なように見えるが、実際は二面性があり、粗暴になることがある。
バノン
声：一条和矢
6面ボス。大鼠国軍元帥である軍人。右目の眼帯の下には傷跡がある。
エメンタール
声：かわしまりの
7面ボス。ねずみ姫の親衛隊長。
ねずみ姫
声：卯月優菜
ラスボス。ねずみの国の王女であり、国王夫妻が不在のため代わりに国を任されている。
小杉ねね子
声：野村真悠華
EX中ボスで、Portableのみ登場。
『ぎゃる☆がん』からのゲストキャラクターで、『ぎゃる☆がん』ではモブキャラクターである。
猫好きの少女で、言動も猫っぽい。
キュー子
声：雪都さお梨
Portableより、EXボスとして登場したキャラクター。Digital Cuteのマスコットである、猫好きの人間の少女。メイド服を着ているものの、家事は苦手。また、アンドロイドという設定を持っているが、機械に弱い。

## 主題歌
空とぶSuperCats
- 作詞・作曲：碓氷悠一朗
- 歌：Luna,掛け声：人猫鼠混声合唱団

みえないつばさ
- 作詞・作編曲：碓氷悠一朗
- 歌：Luna

### 挿入歌
悪猫退散…
- 作詞・作曲・編曲：碓氷悠一朗
- 歌手:柚木ちな

ステージ3挿入歌
おいでよ！夢の国
- 作詞・作曲・編曲：碓氷悠一朗
- 歌：和泉綾、小鳥遊まこ、NAKI、南条あきら、星名優子、Luna

ステージ5道中挿入歌。
ネズミが1番!
歌：カルヴァウォッシュ（たみやすともえ）
ステージ5ボステーマ。
青空の唄
- 作詞・作曲・編曲：碓氷悠一朗
- 歌:Luna

ステージ7挿入歌

## 反響
アダルトゲーム業界紙Game Headlineによると、本シリーズはゲームクリエイターの間でも評判が高かったとしている。
開発元のDigital Cuteは評判が良かった理由について、「一風変わったゲームなので面白がられたのではないか」と推測している。

### 評価
ファミ通クロスレビューにおけるPortable版の点数は40点満点中28点だった。
箭本進一は、共著『超エロゲー ハードコア』の中で、『それゆけ！ぶるにゃんマンHARDCORE!!!』の自機であるダークぶるにゃんマンのデザインが前衛的であると評価し、彼のシナリオの会話パートは読むとそれなりに時間がかかるとしつつも、シューティングパートの息抜きだと考えればちょうどいいだろうとしている。
また、箭本はダークぶるにゃんマンのオプションであるとらねこの性能が『式神の城』のサザエさんや『R-TYPE』のフォースに類似していると指摘し、とらねこを盾にしながらダークぶるにゃんマンが後ろから攻撃する様子を「ヒモ鬼畜」と呼んでいる。
箭本は、作り手がシューティングゲームのすそ野を広げたいという思いからボスキャラクターの大半を美少女にしたのだろうと推測する一方、シューティングパートとエロ要素の絡みが欲しかったとし、コンシューマー版においてダークぶるにゃんマンが削除されたことを惜しんでいる。